# 1181年教宗選舉
1181年教宗選舉於亞歷山大三世離世後舉行。這次選舉選出樞機團團長烏巴爾多·阿利色古尼樞機為新教宗，取名「路爵三世」。1179年第三次拉特朗大公會議舉行後頒布《必須避免衝突》（拉丁語：Licet de evitanda discordia）法令，當中規定新教宗人選得到三分之二參與選舉的樞機的支持後即可當選成為新教宗。這是法令頒布後首次舉行的教宗選舉。

## 路爵三世當選教宗
亞歷山大三世1181年8月30日在奇維塔卡斯泰拉納離世。9月1日，各樞機於羅馬召開選舉並一致選出樞機團團長兼奧斯蒂亞主教烏巴爾多·阿利色古尼樞機為教宗，他取名為路爵三世。9月6日，他在韋萊特里被德地奧‧德‧阿羅赫爾樞機加冕。

## 《必須避免衝突》法令
1159年教宗選舉裏出現了2場選舉並選出了亞歷山大三世和對立教宗維篤四世2位教宗。這次選舉亦令天主教會分裂至1178年。選舉規定新教宗必須要得到所有樞機的支持才能夠當選成為教宗，而這規定令教會分裂接近20年。1159年各樞機未能就教宗繼任人達成共識，樞機團因而分成2個陣營並各自選出1位教宗。1178年8月，對立教宗維篤四世的繼任人對立教宗嘉禮三世最終宣布服從亞歷山大三世。1179年，亞歷山大三世主持第三次拉特朗大公會議。會上同意頒布《必須避免衝突》的法令。為了防止教會在未來再次分裂，法令規定人選如未能得到樞機的一致支持，他可以在得到三分之二參與選舉的樞機的支持下當選為教宗。除此以外，法令亦確立樞機為教宗選舉的唯一選舉人。2條規定直至現在依然生效。
頒布法令後接近150年都沒有出現對立教宗。1179年後首位對立教宗是對立教宗尼各老五世，他於1328年至1330年期間出任教宗。

## 參與選舉的樞機
1181年共有約27位樞機。根據1181年發出的教宗詔書上簽署及其他資料上關於其他樞機在外地的職務，當時可能有19位樞機參與選舉。
| 姓名                 | 出生地                  | 領銜教區/堂區/執事區          | 冊封樞機日期   | 冊封者       | 備註                                              |
| -------------------- | ----------------------- | ----------------------------- | -------------- | ------------ | ------------------------------------------------- |
| 烏巴爾多·阿利色古尼  | 盧卡                    | 奧斯蒂亞羅馬城郊教區主教      | 1138年12月16日 | 諾森二世     | 樞機團團長、 在這次選舉裏當選成為教宗路爵三世     |
| 德地奧·德·阿羅赫爾   | 阿羅內                  | 波多-聖魯菲納羅馬城郊教區主教 | 1165年12月18日 | 亞歷山大三世 |                                                   |
| 保祿·斯科拉里        | 羅馬                    | 帕萊斯特里納羅馬城郊教區主教  | 1179年9月21日  | 亞歷山大三世 | 後來的教宗克勉三世                                |
| 阿爾伯特·德·莫拉     | 貝內文托                | 盧奇娜的聖老楞佐聖殿司鐸      | 1156年12月21日 | 亞德四世     | 首席司鐸、羅馬天主教會總理及 後來的教宗額我略八世 |
| 若望·孔蒂·德·阿納尼  | 阿納尼                  | 聖馬爾谷聖殿司鐸              | 1158年或1159年 | 亞德四世     | 未來的帕萊斯特里納主教（1190-1196）               |
| 色斯奧·卡佩斯        | 不詳                    | 聖則濟利亞聖殿執事            | 1158年3月14日  | 亞德四世     |                                                   |
| 伯多祿·德·博諾       | 羅馬                    | 戴克里先浴場聖女蘇撒納堂司鐸  | 1166年3月18日  | 亞歷山大三世 |                                                   |
| 阿古初尼·比亞尼      | 羅馬                    | 拉特朗聖格肋孟聖殿司鐸        | 1173年3月2日   | 亞歷山大三世 |                                                   |
| 勞倫特·德·帕洛莫     | 佛羅倫斯附近的 帕洛莫   | 越台伯河的聖母大殿司鐸        | 1173年9月21日  | 亞歷山大三世 |                                                   |
| 維維亞諾             | 不詳                    | 聖斯德望圓形堂司鐸            | 1175年3月7日   | 亞歷山大三世 |                                                   |
| 阿多勞·德·皮亞琴察   | 皮亞琴察                | 耶路撒冷聖十字聖殿司鐸        | 1178年6月2日   | 亞歷山大三世 |                                                   |
| 馬蒂斯·安茹          | 昂熱                    | 聖瑪策祿堂司鐸                | 1178年12月22日 | 亞歷山大三世 |                                                   |
| 加辛托·博波恩        | 羅馬                    | 希臘聖母堂執事                | 1144年12月22日 | 路爵二世     | 首席助祭、後來的教宗雷定三世                      |
| 阿迪色奧·德·拉夫達拉 | 克雷莫納附近的 拉夫達拉 | 聖戴多祿堂執事                | 1156年12月21日 | 亞德四世     |                                                   |
| 拉涅利·達·帕維亞     | 帕維亞                  | 維拉布洛聖喬治聖殿執事        | 1175年6月6日   | 亞歷山大三世 |                                                   |
| 馬修                 | 不詳                    | 新聖母堂執事                  | 1178年3月4日   | 亞歷山大三世 |                                                   |
| 格拉齊亞諾·達·比薩   | 比薩                    | 聖色爾爵及伯古斯堂執事        | 1178年3月4日   | 亞歷山大三世 | 恩仁三世的姪子                                    |
| 雷尼爾               | 不詳                    | 聖亞德堂執事                  | 1178年9月22日  | 亞歷山大三世 |                                                   |
| 若望                 | 不詳                    | 波斯利亞的聖安傑洛堂執事      | 1178年9月22日  | 亞歷山大三世 |                                                   |

在上述19位樞機裏亞歷山大三世和亞德四世分別冊封了13位和4位樞機，而諾森二世和路爵二世則各自冊封了1位樞機。

## 缺席選舉的樞機
| 姓名                    | 出生地         | 領銜教區/堂區/執事區     | 冊封樞機日期     | 冊封者       | 備註                                      |
| ----------------------- | -------------- | ------------------------ | ---------------- | ------------ | ----------------------------------------- |
| 康拉德·馮·維特爾斯巴赫  | 巴伐利亚       | 薩比娜羅馬城郊教區主教   | 1165年12月18日   | 亞歷山大三世 | 樞機團副團長、薩爾斯堡總主教和 外地樞機   |
| 亨利·德·馬爾恰克        | 法國的馬西城堡 | 阿爾巴諾羅馬城郊教區主教 | 1179年3月        | 亞歷山大三世 | 駐法國宗座使節                            |
| 伯多祿·達·帕維亞        | 帕維亞或法國   | 特斯古林羅馬城郊教區主教 | 1165年12月18日   | 亞歷山大三世 | 駐法國和駐德國宗座使節、 布爾日候任總主教 |
| 若望·達·那不勒斯        | 那不勒斯       | 聖亞納大西亞聖殿司鐸     | 1150年9月22日    | 恩仁三世     | 駐君士坦丁堡宗座使節                      |
| 魯杰羅·迪·聖塞韋里諾    | 聖塞韋里諾     | 聖尤西比奧堂司鐸         | 約1178年至1180年 | 亞歷山大三世 | 貝內文托總主教外地樞機                    |
| 紀堯姆·柯斯·布蘭斯·敏斯 | 法國           | 聖撒比納聖殿司鐸         | 1179年3月        | 亞歷山大三世 | 蘭斯總主教和外地樞機                      |
| 西蒙尼·博雷利           | 坎帕尼亚       | 大聖母教堂執事           | 約1157年         | 亞德四世     | 蘇比亞科修道院院長和外地樞機              |
| 萊昂納多·德·馬諾佩洛    | 不詳           | 羅馬天主教會執事         | 1170年3月21日    | 亞歷山大三世 | 卡紹里亞的聖克勉修道院院長、 外地樞機     |

## 腳註及參考書目

### 腳註
1. ↑  John Paul Adams. . California State University Northridge.   [2017-07-04]. （原始内容存档于2016-06-06） （英语）.
2. ↑  Frederic J. Baumgartner. . Palgrave Macmillan. 2003: 33. ISBN 0-312-29463-8 （英语）.
3. ↑  Jaffé, p. 418
4. ↑  Jaffé, p. 432; Regesta Imperii: Abteilung IV. Band 4, 1 – Papstregesten 1181–1184, no. 1
5. ↑  Jaffé, p. 431
6. ↑  Robinson, pp. 84-85
7. ↑  Robinson, pp. 40-41
8. ↑  . New Advent.   [2017-07-04]. （原始内容存档于2012-05-25）.
9. ↑  . Encyclopædia Britannica.   [2017-07-05]. （原始内容存档于2016-06-12）.
10. ↑  Brixius, p. 26 note 8
11. ↑  Ganzer, pp. 102-104 no. 42 & pp. 119-121 no. 48
12. ↑  Brixius, p. 26 note 8; Ganzer, pp. 102-104 no. 42 & pp. 119-121 no. 48
13. ↑  Jaffé, pp. 145-146 & 431-432
14. 1 2   (PDF). Akademie der Wissenschaften und der Literatur, Mainz.   [2017-07-05]. （原始内容存档 (PDF)于2013-04-12） （德语）.
15. ↑  Ganzer, pp. 104-114 no. 43
16. ↑  Jaffé, p. 145
17. ↑  Robinson, pp. 165 & 242
18. ↑  Ganzer, pp. 123-125 no. 50
19. ↑  Brixius, pp. 55-56 no. 15
20. ↑  Ganzer, pp. 129-131 no. 52
21. ↑  Ganzer, pp. 125-129 no. 51
22. ↑  Ganzer, pp.102-104 no. 42
23. ↑  Ganzer, pp. 119-121 no. 48